# 시산구 (우시시)

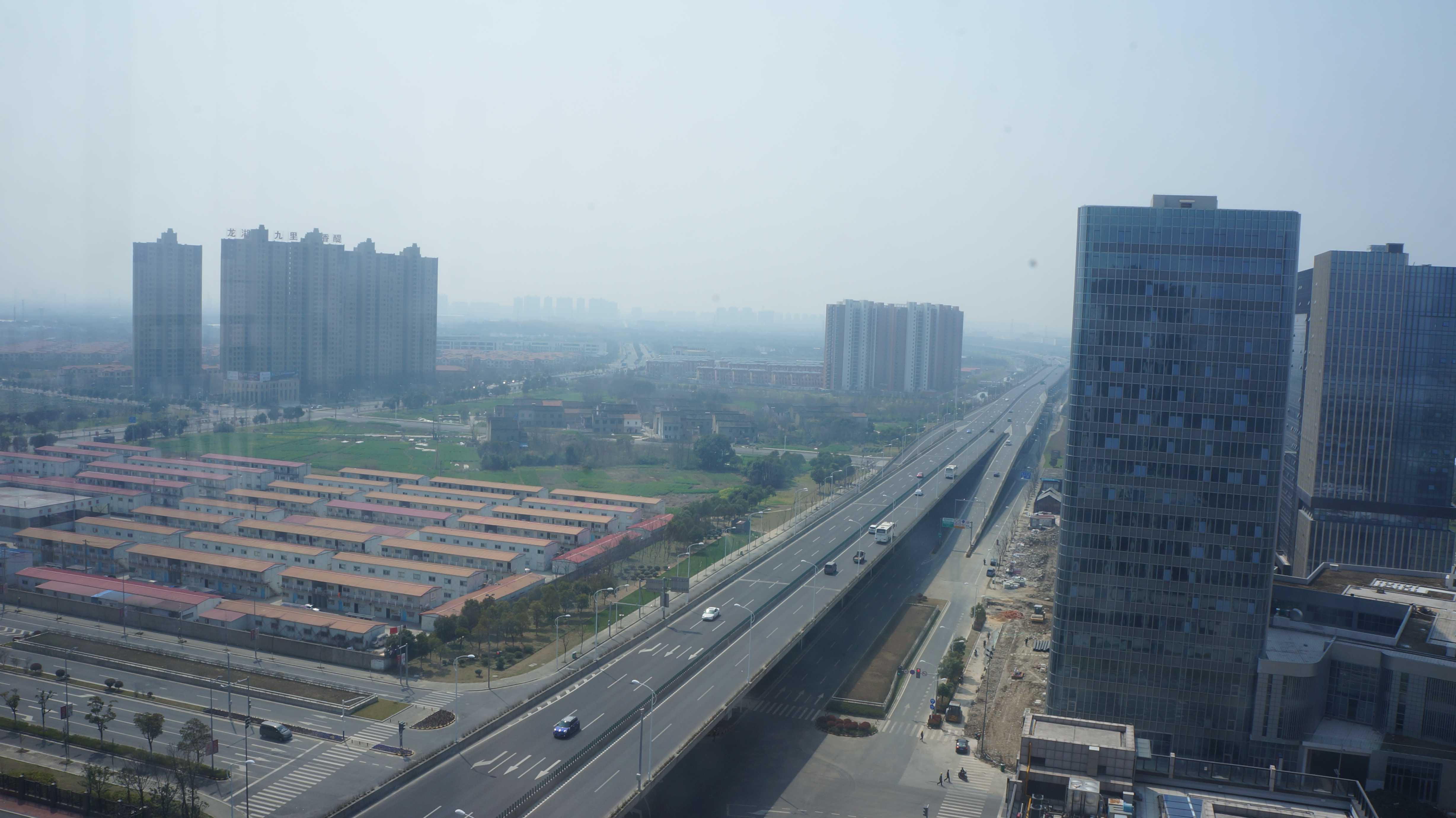

시산구(한국어: 석산구, 중국어: 锡山区, 병음: Xīshān Qū)는 중화인민공화국 장쑤성 우시 시의 행정구역이다. 넓이는 454km2이고, 인구는 2007년 기준으로 400,000명이다.

## 행정 구역
3개 가도, 4개 진을 관할한다.
- 가도: 東亭街道, 東北塘街道, 安鎮街道.
- 진: 羊尖鎮, 鵝湖鎮, 錫北鎮, 東港鎮.